# Bandiera della Somalia
La bandiera della Somalia è stata adottata il 12 ottobre 1954. È costituita da un drappo azzurro con al centro una stella a cinque punte bianca. È stata disegnata da Mohammed Awale Liban. Con l'unificazione con la Somalia italiana la bandiera divenne nazionale.
Secondo Liban, la bandiera doveva essere simile a quella delle Nazioni Unite. L'ONU aiutò la Somalia a guadagnare l'indipendenza dall'Italia, e quindi la bandiera è proprio in suo onore.
Le cinque punte della stella, simbolo di libertà, indicano le cinque aree dove i somali vivono. Questi cinque posti sono Somalia britannica, Somalia italiana, Somalia francese (Gibuti), Ogaden (Etiopia) e la parte nord-orientale del Kenya, cioè i territori che, nel loro insieme, formano la Grande Somalia.

## Bandiere storiche

Bandiera del Sultanato di Adal (1415–1577)
Bandiera del Sultanato degli Agiuran (XIII–XVII secolo)
Bandiera della Somalia italiana (1888–1941)
Bandiera della Somalia Britannica (1903–1950)
Bandiera della Somalia Britannica (1950–1952)
Bandiera della Somalia britannica (1952–1960)
Bandiera dell'Amministrazione fiduciaria italiana della Somalia (1954–1960)
Bandiera dell'A.F.I.S. insieme a quella delle Nazioni Unite e a quella somala (1950–1960)
Bandiera dello Stato del Somaliland (1960)